# Cornelius Andreas Donett
Cornelius Andreas Donett, auch Donnet (* 17. September 1683  in Frankfurt am Main; † 13. August 1748, ebenda) war ein deutscher Bildhauer.

## Leben und Wirken

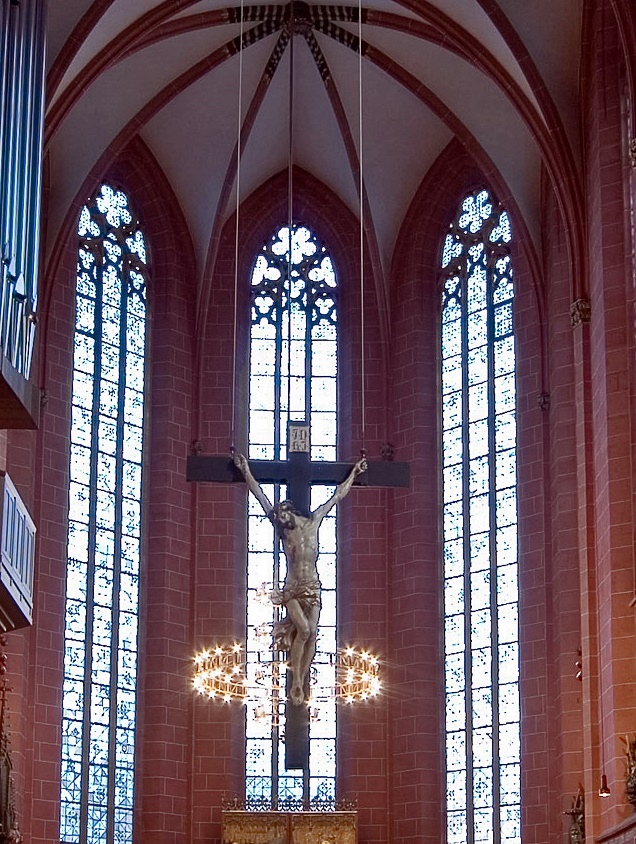
Frankfurter Dom, Kruzifix von Cornelius Andreas Donett im Hochchor

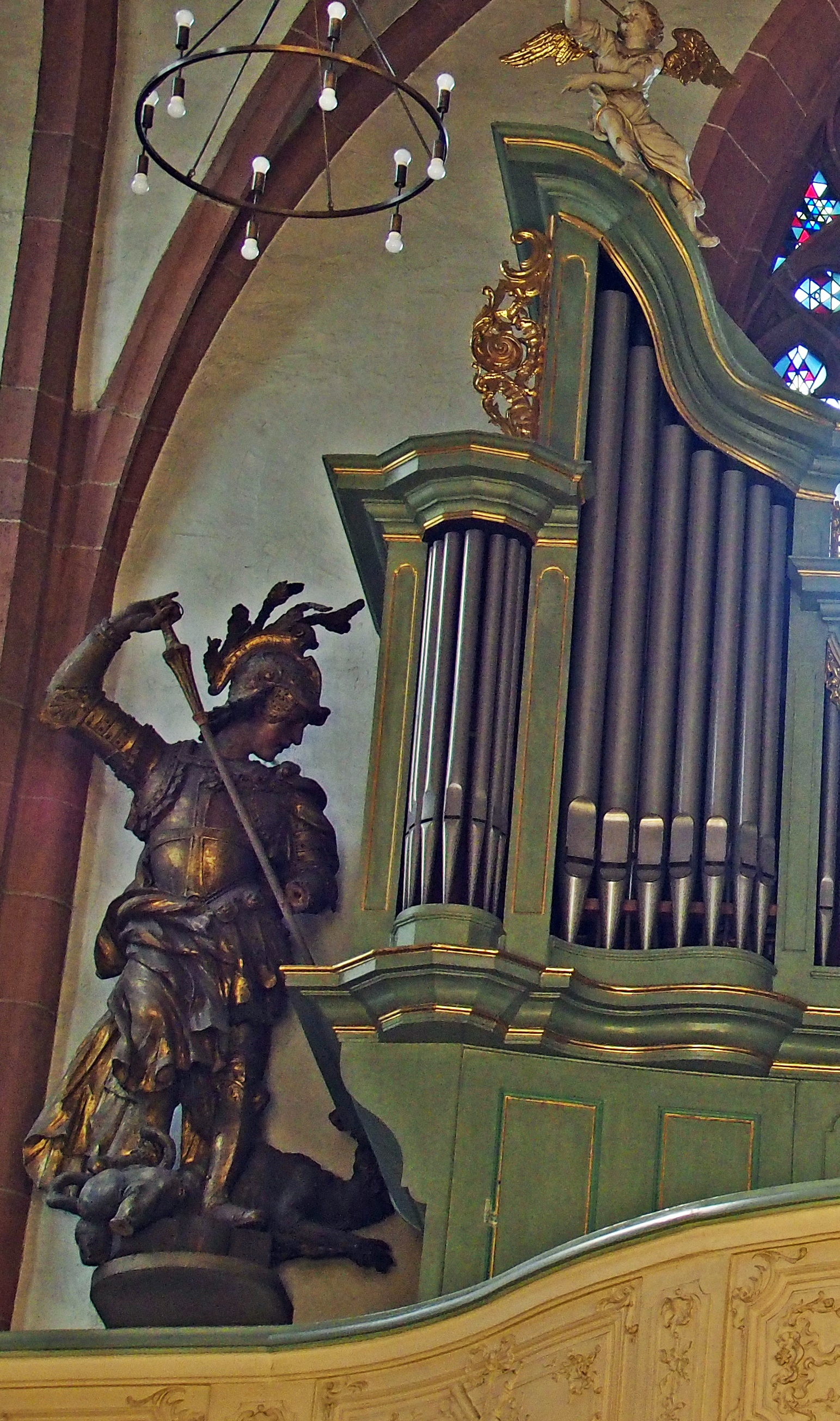
Frankfurter Deutschordenskirche, Orgelempore, St. Georg von Cornelius Andreas Donett

In jungen Jahren, ab 1696, ein Schüler von Johann Wolfgang Frölicher († 1700) und des bei ihm beschäftigten Niederländers Michael von Fuhrt, ging er bei Frölichers Tod nach Mainz, wo er bei dem Hofbildhauer Franz Matthias Hiernle lernte.
In seiner Heimatstadt Frankfurt betätigte sich Cornelius Andreas Donett später als gefragter Stein- und Holzbildhauer. Er schuf qualitative Skulpturen für Parks und Villen, sowie Bauplastiken, beispielsweise zwei Figuren für die Gasthöfe Zum Römischen Kaiser auf der Zeil und König von England auf der Fahrgasse, die beide jetzt im Historischen Museum Frankfurt sind. Sein Spezialgebiet war aber die religiöse Kunst. Ein beeindruckendes Kruzifix von seiner Hand ziert heute den Chor des Frankfurter Domes. Es stammt vom ehemaligen Hochaltar der nicht mehr existenten Kapuzinerkirche in der Töngesgasse, den er gefertigt hatte. In der Deutschordenskirche in Sachsenhausen befinden sich auf der Orgelempore Holzstatuen der Hl. Elisabeth und des Hl. Georg. Sie stammen vom abgebrochenen Hochaltar des Gotteshauses, dessen Figurenschmuck ebenfalls Donetts Werk war.
In der äußeren Figurengalerie am Neubau des Historischen Museums Frankfurt stehen mehrere barocke Steinskulpturen von Cornelius Andreas Donett. Im Stadtmuseum Düsseldorf stehen die Sandsteinskulpturen „Frühling“ und „Sommer“ von Donett.
Eine von ihm gefertigte Madonna mit Jesuskind befindet sich heute in der kath. Kirche St. Vitus von Oberhöchstadt, eine weitere in der Kirche St. Philippus und Jakobus zu Glashütten (Taunus); eine seiner Kreuzigungsgruppen in der Dreifaltigkeitskirche von Fischbach (Taunus).
Donetts Tochter Anna Gertrude heiratete den Frankfurter Weinhändler Nikolaus Chandelle. Über diese Verbindung wurde er der Großvater des Speyerer Bischofs Matthäus Georg von Chandelle (1745–1826) und des Malers Andreas Joseph Chandelle (1743–1820).
Der Frankfurter Maler Peter Donett († 1720) soll ein Bruder oder ein Sohn gewesen sein.
Cornelius Andreas Donett starb 1748 an einem Schlagfluss und wurde im Karmeliterkloster Frankfurt beigesetzt.